# Jim et Bertrand
Jim et Bertrand est un duo québécois de musique folk formé de Jim Corcoran et de Bertrand Gosselin. Le groupe est formé en 1972. C'est en 1978, grâce à leur album La tête en gigue qu'ils obtiennent leur plus grand succès. Le duo se sépare en 1981, chacun des membres poursuivant alors sa carrière en solo

## Biographie[1]
Ce duo formé de Jim Corcoran et Bertrand Gosselin demeure une des plus belles réussites musicales de l'épopée du flower power québécois du début des années 1970.
Dans un contexte de retour à la simplicité rustique, voire à la vie campagnarde et ancestrale, les artistes les plus impliqués du mouvement contre-culturel comme Les Séguin et toute une frange de cette génération en rupture de société privilégiaient d'instinct l'instrumentation acoustique et les thèmes séculaires de la nature, des éléments ou des légendes anciennes.
Découverts par René d'Antoine, ancien membre du groupe Les Bel Canto devenu producteur des Jacques Michel, Gilles Valiquette et Les Séguin, les deux chanteurs-instrumentistes se distinguent immédiatement par leur complémentarité vocale harmonieuse, soutenue par une virtuosité instrumentale évidente. De façon exceptionnelle, leur premier succès Comme Chartrand met en évidence la sonorité électrifiée et toute en saturation du guitariste Gilles Valiquette. Loin de s'y tromper, le public sympathique au mouvement du Québec underground y voit une astuce pour percer l'indifférence des médias commerciaux à leur endroit.
Ce sera d'ailleurs la seule fois que le duo jouera la carte d'une telle modernité.
En 1975, le deuxième album du duo Île d'entrée établit les balises de leur bref mais intense passage dans le décor de la chanson folk des années 1970 : harmonies vocales à la façon des Crosby, Stills, Nash and Young, instrumentation traditionnelle, guitares sèches, mandoline, flûte ou violon. Lieu d'espoir, Ça fait plaisir de t'voir et surtout Tes manières m'intriguent deviennent des classiques instantanés que reprennent des dizaines de jeunes musiciens en herbe, partout au Québec.
C'est cependant leur troisième album La tête en gigue, qui paraît l'année suivante, que la plupart des gens de cette génération adopteront comme un véritable emblème sonore, traduisant les attentes et les valeurs de cette écotopie à la québécoise. La plupart des chansons, depuis les souriantes J'ai la tête en gigue et Welcome Soleil jusqu'aux plus intimes Séjour à Stoke et J'savais pas à quoi m'attendre, rejoignent immédiatement les incontournables de Beau Dommage, Raôul Duguay, Plume Latraverse, Paul Piché ou d'Harmonium au répertoire des soirées autour du feu ou des grandes célébrations collectives de la fin de la décennie.
Un an avant que ne soient créés les Prix Félix et le regroupement professionnel de l'ADISQ, l'album de Jim et Bertrand est couronné meilleur disque folk au Festival de Jazz de Montreux, en Suisse.
L'album La Tête en Gigue sera  certifié Or au Canada (50 000 copies vendues) en Février 1981
Profitant de ce séjour en Europe, le duo se produit en France, en Allemagne, en Belgique et en Suisse, naturellement. De retour au Québec, ils réalisent un quatrième album À l'abri de la tempête qui suscite un intérêt plus réservé, ne donnant au répertoire populaire qu'un seul véritable succès de foules La fille du capitaine.
À la suite de cette dernière contribution, les deux musiciens se consacrent dorénavant à leurs projets individuels qui les mènent vers de nouveaux horizons: Bertrand Gosselin s'intéresse davantage à la musique instrumentale et à la dimension pédagogique de cet art, tandis que Jim Corcoran approfondit son rapport à la chanson tout en abordant l'animation radiophonique.
Vingt ans exactement après la dispersion du duo, leur œuvre maîtresse, La tête en gigue est lancée à nouveau sur disque compact, en version remastérisée, juste à temps pour la Fête de la Saint-Jean Baptiste de 1999.
L'album À l'abri de la tempête est réédité à son tour le 4 novembre 2016 sous l'étiquette Audiogram 